# 圣克雷潘伊布维莱尔 (瓦兹省)
圣克雷潘伊布维莱尔（法語：Saint-Crépin-Ibouvillers）是法国瓦兹省的一个市镇，属于博韦区（Beauvais）梅吕县（Méru）。该市镇总面积14.43平方公里，2009年时的人口为1196人。

## 人口
圣克雷潘伊布维莱尔人口变化图示